# 费利克斯·加亚尔
费利克斯·加亚尔·戴梅（Félix Gaillard d'Aimé） (法語：[feliks ɡajaʁ]; 1919年11月5日—1970年7月10日) 法国激进党政治家，1957年11月—1958年5月任第四共和国总理。他是自拿破仑起最年轻的法国政府首脑。
原为国家税务局高级公务员，二战期间参加抵抗运动财政委员会和激进党，1946年当选夏朗德省议员。在第四共和国期间多次出任政府部长，尤其是在1957年任经济和财政部长。他在1957年成为总理，他的任期只持续了几个月，就被法国国民议会的不信任投票推翻。1958年到1961年他担任激进党主席，领导一个中间偏左和中间偏右政党的联盟。法兰西第五共和国成立后，继承担任议员。1970年7月他在一场游艇事故中丧生。

## 加亚尔内阁, 1957年11月6日 – 1958年5月14日
- 费利克斯·加亚尔 – 部长会议主席（总理）
- 克里斯蒂安·皮诺 – 外交部长
- 雅克·沙邦-戴尔马 – 国防和武装部队部长
- 莫里斯·布尔热-莫努里 – 内政部长
- 皮埃尔·弗林姆兰 – 财政、经济事务和计划部长
- 保罗·里贝尔 – 工商部长
- 保罗·巴孔（Paul Bacon） – 劳工和社会保障部长
- 罗贝尔·勒库尔（Robert Lecourt） – 司法部长
- 勒内·比耶尔（René Billères） – 国家教育、青年和体育部长
- 安托万·坎松（Antoine Quinson） – 退伍军人和战争受害者部长
- 罗兰·博斯卡里-蒙塞万（Roland Boscary-Monsservin） – 农业部长
- 热拉尔·雅克 – 法国海外部长
- 爱德华·邦内福 – 公共工程、运输和旅游部长
- 费利克斯·乌弗埃-博瓦尼 – 公共卫生和人口部长
- 皮埃尔·加雷（Pierre Garet） – 重建和住房部长
- 马克斯·勒琼（Max Lejeune） – 撒哈拉事务部长